# クイーン・オブ・プディング

クイーン・オブ・プディング（Queen of Puddings）は、イギリスで伝統的に食されるデザート。パン粉とカスタードからなるプディングに、ジャムとメレンゲを塗って、オーブンで焼き、クリームを上からホイップして作る。 
別名に、モンマスプディングとマンチェスタープディングの呼び名がある。 

## 歴史
1699年に出版された自然哲学者でもあったケネルム・ディグビー卿の著書に、この料理についての初出が見受けられる。 これにより、牛乳にパン粉を浸した料理は、17世紀ごろにはイギリスで好まれる調理法の一つであったと推測できる。同著では、メレンゲ、ジャム、季節のフルーツ、牛乳に浸したパンからなるデザートをモンマスプディングと呼んでいるが、 マンチェスタープディングと決定的に異なる点は、後者には卵黄が使用されているという点である。（ただし、表記ゆれに過ぎないという指摘もある） 。その後はマルグリット・パティーン、デリア・スミス 、ジェーン・グリグソンなどの、多くの戦後の英国を代表する料理研究家の主著に登場している。

## レシピ
1. ミルクとレモンの皮を鍋で沸騰するまで加熱する。
2. 砂糖、バター、パン粉を１に加える。
3. 卵黄と全卵を２に混ぜる。
4. ３を茶色になるまで湯煎して、耐熱容器に入れてオーブンで焼く。
5. ４をオーブンから取り出して、ラズベリーまたはブラックカラントのジャム、メレンゲの順番で上から塗る。
6. ５をメレンゲが黄金色になるまで再びオーブンで焼く。
7. クリームをホイップして完成。[1]